# 杭甬客运专线
杭甬客运专线又名杭甬高速铁路，是中国长三角地区的一条高速鐵路客运专线，为中国“四纵四横”铁路快速客运通道网络中杭福深客运专线的组成部份，也是全线中唯一的纯客运专线。杭甬客运专线起自杭州市境内的杭州东站，途经绍兴、余姚，终于宁波市境内的宁波站，全长152.04千米，设计时速为350公里。杭甬客运专线是长三角城际轨道交通网络的组成部分，与沪杭客运专线合称沪杭甬客运专线，又与同时通车的宁杭客运专线合称宁杭甬高速铁路。工程于2009年3月19日开工建设，2013年7月1日建成通车，其中，莊橋至寧波段與既有線萧甬铁路共用同一雙線路軌。

## 历史

### 背景
杭州至宁波的交通走廊是中国最为繁忙的交通走廊之一，所处的环杭州湾产业带是长江三角洲地区经济的核心区域。随着中国高速铁路网络的完善，杭甬通道的中长途客货运量和城际客运量都处于迅速增长中。杭甬客运专线的建设可为该地区提供铁路客货分线的条件，并同时促进长三角地区的同城化。同时，杭甬客运专线亦是中国高速铁路客运专线网络中杭福深客运专线的组成部分，起到连接长三角、珠三角和东南沿海地区的作用。

### 建设
杭甬客运专线于2004年出现在中华人民共和国国务院审议通过的《中长期铁路网规划》中。线路项目建议书于2008年年初得到国家发改委批复并开工于2009年4月，最初预定的建成日期为2011年年末。2009年4月2日，全线最长隧道余姚大山脑隧道开挖，于2011年2月11日贯通。2009年12月19日，全线首榀900吨梁箱架设任务在上虞段完成。2011年4月20日，杭甬客专全线箱梁架设全部结束。同年8月15日，全线开始铺轨，同年10月铺轨正式完成。但由于温州动车追尾事故、杭州东站建设进度过慢及国家宏观调控影响，通车时间被推迟至2012年6月，并于此后再度延迟至2013年7月。杭甬客运专线全线接触网于2012年9月13日架设完成，并于2013年2月25日一次性送电成功。2019年底，庄桥至宁波段增建三四线工程正式开工建设。
2013年3月1日，杭甬客运专线正式开始联调联试。3月11日，CRH2-061C试验列车成为首列运行于杭甬客运专线的动车组列车，开始分步提速试验。3月27日，CRH380A-001检验列车在杭甬客运专线上线，以时速300公里试跑，南京南站至庄桥站全程耗时1小时35分钟。测试过程中，中国大陆最新型CRH380D高速动车组列车（CRH380D-6601和6602）曾在杭甬客运专线试跑。2013年6月，杭甬客运专线完成各项联调测试，开始空载试运行，并于7月1日正式开通运营。

### 首发
杭甬客运专线与宁杭客运专线一起于2013年7月1日上午9时正式开通运营。南京南站至宁波东站的G7635次、杭州东站至宁波东站的G7503次、宁波东站至上海虹桥站的G7534次列车同时首发。首发车辆由中国北车生产的CRH380BL高速动车组列车担当。当日，杭州东站至宁波东站的G7503次列车及多趟后续列车在途中多次晚点，铁路部门解释为列车设备故障停车，后续列车也遭到扣停，经故障排查后列车继续运行。

## 线路
杭甬客运专线起点为杭州东站，终点为宁波站。铁路自杭州东站出发后沿沪昆铁路经钱江铁路新桥跨越钱塘江到达杭州南站，此后折向东，跨萧甬铁路后沿杭甬运河南侧至金柯大道，此后沿柯袍、钱陶公路间向东，至嘉会大桥附近设绍兴北站。出站后继续向东，跨中兴大道、常台高速公路和曹娥江，至上虞主城区西北侧设绍兴东站，此后向东跨杭州湾环线高速公路南线和319省道至余姚市，于新建北路与在建城东路之间设余姚北站。出站后向东南跨过319省道和萧甬铁路，在慈江和萧甬铁路间继续向东，至跨过慈江后沿萧甬铁路上行线至原萧甬铁路庄桥站与萧甬铁路共线至终点站宁波站。线路全长152.039千米，其中新建正线长144.709千米、既有线7.33千米。铁路建成后，预测运量至2015年、2020年及2030年分别為78对/日、103对/日及154对/日。杭州东站至宁波站间最快旅行时间约40分钟。

### 选线
杭甬客运专线的选线考虑了高速铁路顺直短捷的要求和线路在中国高速铁路网中的作用，同时与沿线城市规划布局相协调，并考虑充分利用现有铁路、高速公路等交通通道。绍兴北站的选址考虑了绍兴市规划袍江、柯桥、越城、滨江四大城市组团的规划和绍兴市中心北移的趋势，建于距现有绍兴站北11公里处。而余姚至宁波段则考虑了宁波市对余慈地区的一体化规划，将车站设置于余慈一体化地区中心区域以期能同时吸引余姚和慈溪两地的客流。

### 桥隧
杭甬客运专线沿线多为软土，含水量较大，强度较低，且河网密集，路网纵横交错。同时，线路需要多次跨越运输繁忙的既有铁路，因而全线建有35座高架桥，总长122.862公里，占到新建线路总长度的86.65%。此外全线设隧道9座，占新建线路总长的8.89%。最长隧道为全长6.209公里的大山脑隧道。新建线路桥隧比达到95.54%。

### 轨道

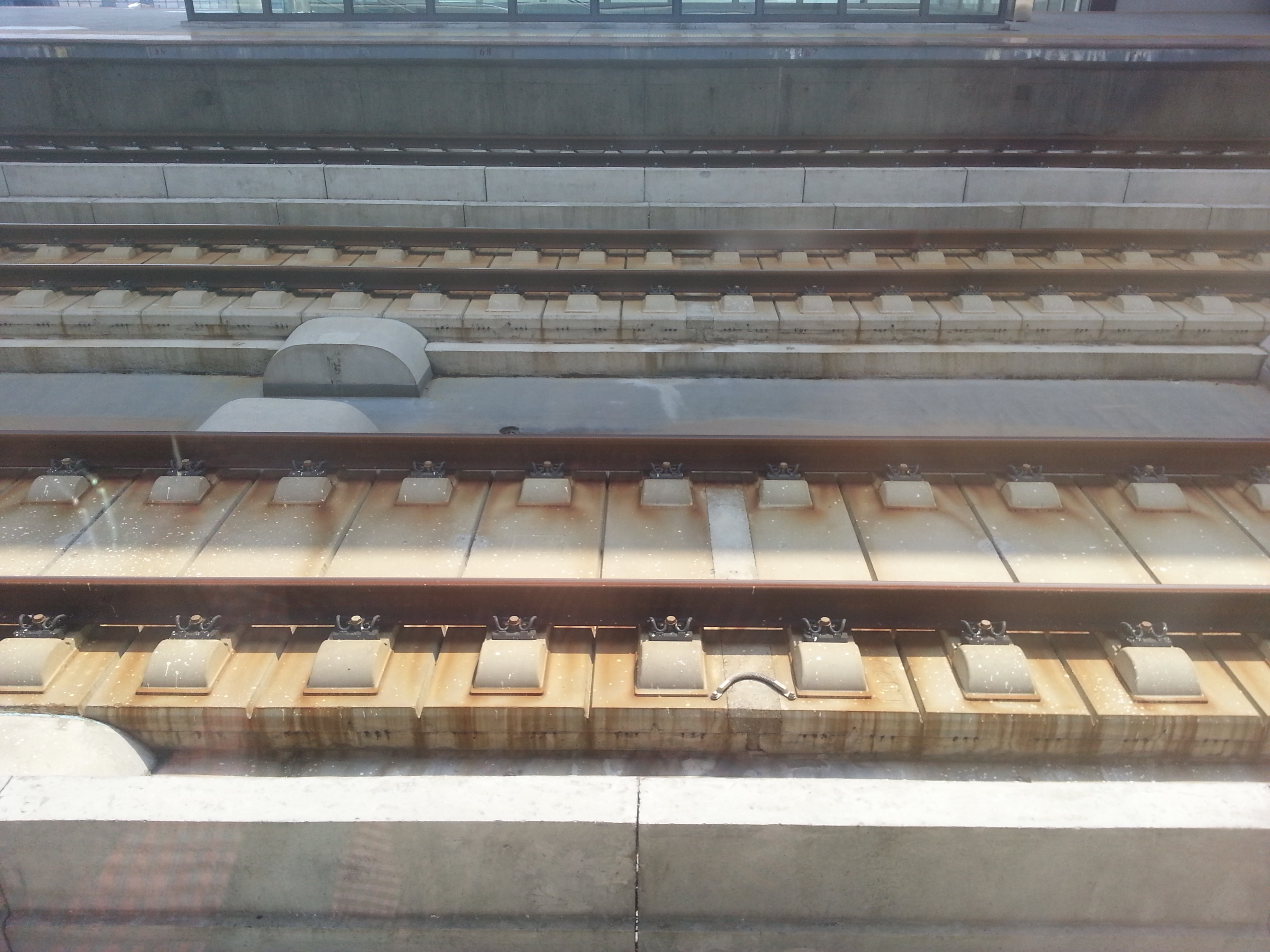
绍兴北站内的CRTS II型版式轨道

杭甬客运专线轨道采用无砟轨道。轨道采用500米长轨进行无缝焊接，可降低车辆行驶过程中的震动。正线除钱江铁路新桥桥南引桥正线采用CRTS I型板式无砟轨道外，均采用CRTS II型板式无砟轨道。全线铺设单线无砟轨道284公里。线路最小曲线半径7000米，最大坡度20‰。轨道板下设水泥乳化沥青砂浆，起到缓冲作用。

## 车站
杭甬客运专线全线设杭州东、杭州南、绍兴北、绍兴东、余姚北、庄桥、宁波七站。其中，起点站杭州东站为15台30线车站，同时预留沪杭磁悬浮3台4线，规模与上海虹桥站相当。终点站宁波站为8台16线车站。中间站之一的杭州南站为7台21线车站。三座车站均设有城市轨道交通换乘设施，杭州东站还将设有运河水上巴士换乘设施。
杭甬客运专线车站列表如下，全線均位於浙江省。
| 車站   | 里程 （公里） | 连接铁路                             | 城市轨道交通 转乘路线                                        | 所在地 | 所在地 |
| ------ | ------------- | ------------------------------------ | ------------------------------------------------------------ | ------ | ------ |
| 杭州東 | 0             | 沪昆客运专线、宁杭客运专线、沪昆铁路 | 杭州地铁1号线、杭州地铁4号线、 杭州地铁6号线、杭州地铁19号线 | 杭州市 | 上城区 |
| 杭州南 | 15            | 沪昆客运专线、沪昆铁路、萧甬铁路     | 杭州地铁5号线                                                | 杭州市 | 萧山区 |
| 紹興北 | 43            | 杭台高速铁路                         | 绍兴轨道交通1号线                                            | 绍兴市 | 越城区 |
| 紹興東 | 74            |                                      |                                                              | 绍兴市 | 上虞区 |
| 餘姚北 | 106           | 余姚至慈溪市域铁路                   |                                                              | 宁波市 | 余姚市 |
| 庄桥   | 144           | 萧甬铁路、白沙支线、通苏嘉甬铁路     | 宁波轨道交通4号线                                            | 宁波市 | 江北区 |
| 寧波   | 152           | 甬台温铁路、萧甬铁路、北仑支线       | 宁波轨道交通2号线、宁波轨道交通4号线                         | 宁波市 | 海曙区 |

### 车站更名
杭甬客运专线中两座车站在建设时曾采用不同的名称。其中，绍兴北站曾因靠近柯桥而取名绍兴柯桥站。这一名称在互联网上引起了争议。车站最终由铁路部门定名为绍兴北站。余姚北站曾因位于余姚市和慈溪市交界处而起名为余慈站，后定名为余姚北站。
2016年12月，位于绍兴市上虞区的上虞北站在经过三年的运营后，站名由上虞北站变更为绍兴东站。

## 运营

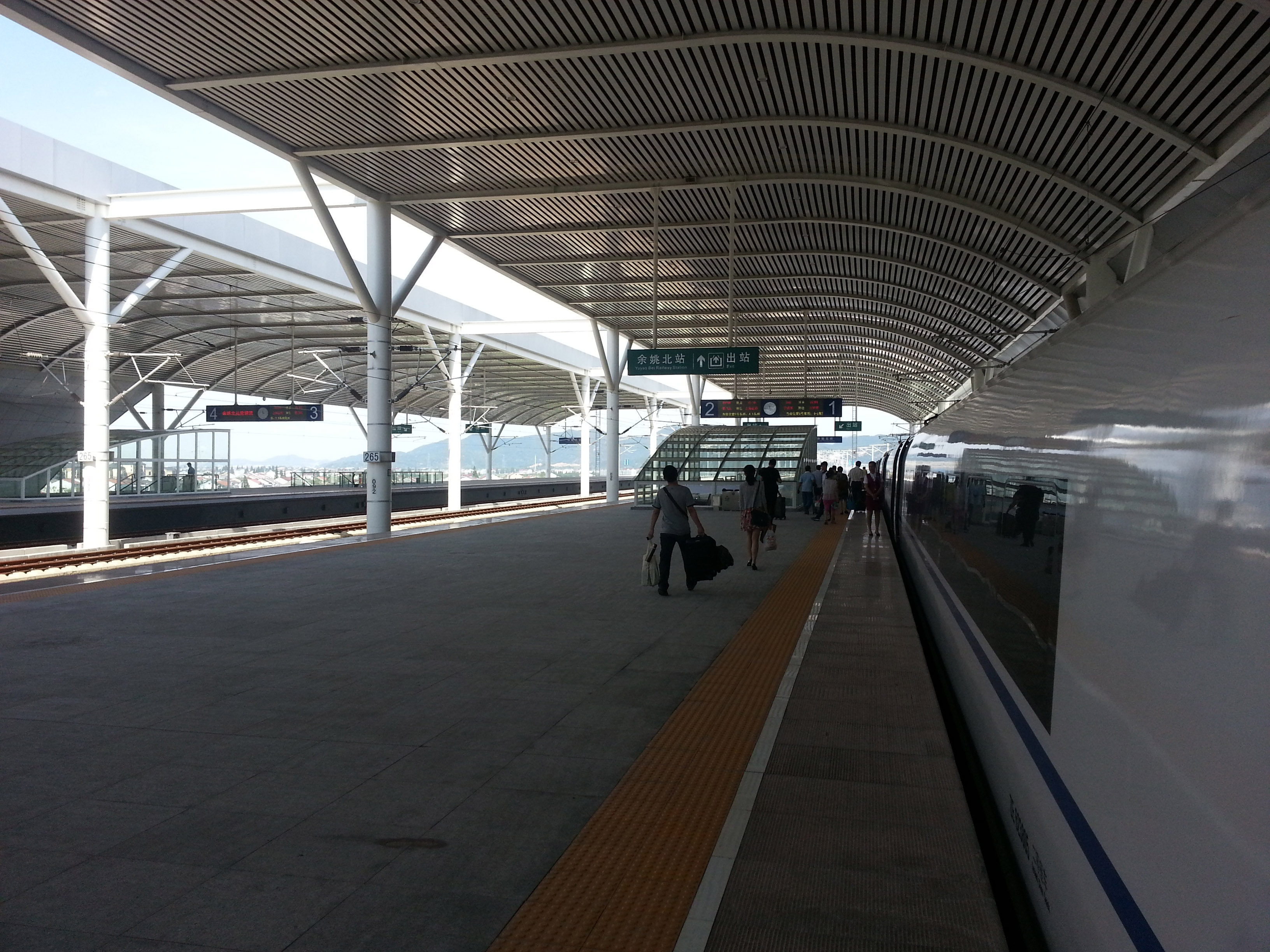
CRH380BL列车停靠余姚北站

由于杭甬客运专线建成初期，宁波站尚未完工，因而列车停靠宁波东站，至2013年12月28日起改为停靠宁波站。2013年7月1日铁路开通时，宁波至杭州之间共开行37对动车组，其中高速动车组21对，运营时段平均15分钟即通行一班列车。除开行杭州东至宁波之间的列车之外，杭甬客运专线同时开行跨线列车，终点包括北京南站、沈阳站、武汉站、合肥站、上海虹桥站、福州站等。线上运行的时速300公里车型包括CRH2C、CRH380A、CRH380B、CRH380C和CRH380D动车组，时速250公里车型包括CRH1A、CRH1B、CRH1E以及CRH2A、CRH2B和CRH2E。
全程票价及运行时间（运行时间以最快车次为准，数据为2020年2月25日数据）：
| 列车速度等级     | 二等座 | 一等座  | 特等座   | 商务座   | 全程最快运行时间 |
| ---------------- | ------ | ------- | -------- | -------- | ---------------- |
| G（300公里时速） | 71.0元 | 120.0元 | 135.5元  | 224.5元  | 0小时47分钟      |
| D（250公里时速） | 57.0元 | 92.0元  | 无此座次 | 无此座次 | 1小时0分钟       |

## 批评
杭甬客运专线由于庄桥段最小曲线半径仅1200米，杭甬杭州南线路所最小曲线半径仅2200米，列车需要限速通过，因而速度受到较大的限制；再加上开通之初，庄桥至宁波东需经过既有线，杭州南站至杭州东站间需经道岔转场至杭长客运专线行驶，杭州南站施工限速，因而速度受到更大的限制。高铁列车从宁波东站至杭州东站的运行时间最快为53分钟，平均速度为181公里/小时，与标称的最高时速300公里/小时相去甚远，为当时中国已建成的10条350公里级别高速铁路中最慢，被网友称为“史上最慢高铁”。铁路部门表示，在相关设施建设完成后，杭甬客运专线仍有提速的空间。
杭甬客运专线对宁波的公路客运造成了冲击。前往南京的客流较之前减少了90%，前往苏州、无锡、常州的客流也有了明显下降。但由于宁波站迟迟未能建成，宁波东站的设施在大幅增高的客流面前遭遇瓶颈，取票困难、候车大厅拥挤等问题饱受诟病。同时，上海铁路局宁波车务段下辖的余姚北、庄桥、宁波东等高铁车站无法领取其他车站免费发放的西藏5100矿泉水，亦遭到乘客的质疑。

## 参看
- 萧甬铁路
- 杭深铁路
- 沪杭客运专线
- 宁杭客运专线